# Новий Бердяш
Новий Бердя́ш (рос. Новый Бердяш, башк. Яңы Бәрҙәш) — присілок у складі Караідельського району Башкортостану, Росія. Адміністративний центр Новобердяської сільської ради.
Населення — 309 осіб (2010; 280 у 2002).
Національний склад:
- башкири — 98 %